# Antonio de Literes
Antonio de Literes (Antonio Literes sau Antoni Lliteres) (n. 18 iunie 1673, Artà, Mallorca – d. 18 ianuarie 1747, Madrid) compozitor spaniol, considerat ca unul dintre principalii creatori ai zarzuelei din barocul spaniol.

## Biografie
În 1688 este admis la colegiul pentru tineri cântăreți de la Catedrala regală din Madrid.

## Lucrări

### Zarzuelas
- Júpiter y Yoo, los cielos premian desdenes (1699) [atribuire disputată]
- Júpiter y Dánae (1700)
- Acis y Galatea (1708)
- Ceronis
- Con música y con amor (1709)
- Antes difunta que ajena (1711)
- Hasta lo insensible adora (1713) [atribuire disputată]
- El estrago en la fineza, Júpiter y Semele (1718)
- Celos no guardan respeto (1723)

### Opere
- Los elementos
- Dido y Eneas [atribuire disputată]

### Muzică sacră
- Oratorio sobre la vida de San Vicente de Padua (1720) [pierdut]
- 3 Mise